# Motoscafo

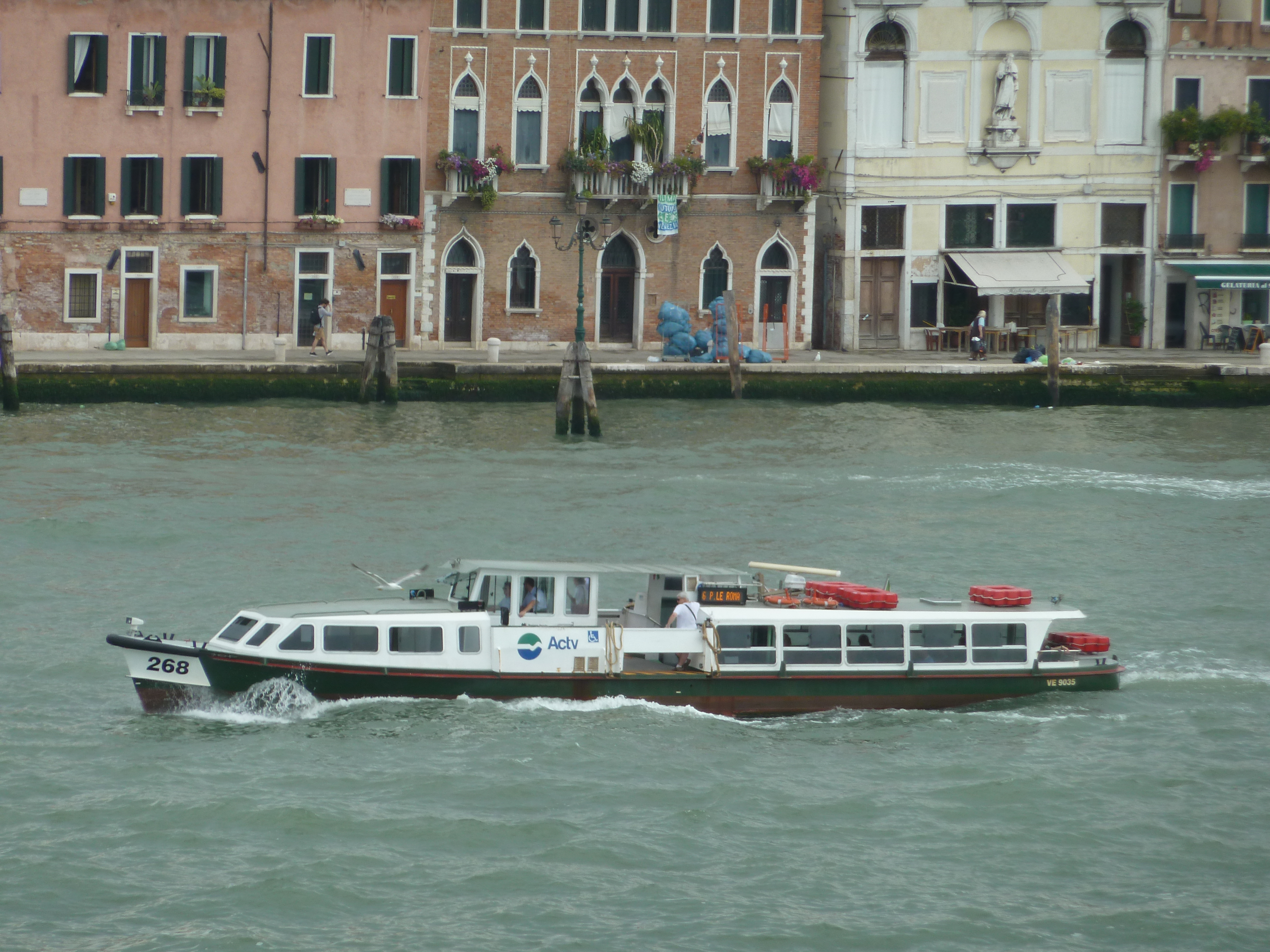
Motoscafo der Serie X, 2005 gebaut

Mit Motoscafo (Italienisch: Motorboot) werden in Venedig als öffentliches Verkehrsmittel genutzte Motorboote bezeichnet. Es sind die kleinsten Fähren, die von dem venezianischen Nahverkehrsbetrieb Azienda del Consorzio Trasporti Veneziano (ACTV) eingesetzt werden. Sie bilden zusammen mit den Vaporetti, den Fronei und anderen motorisierten Schiffen eine große Familie von Booten, die für den Personen- und Autotransport zur Verfügung stehen. Die Motoscafi sind kleiner und wendiger als die anderen Boote, um in den venezianischen Kanälen gut manövrieren und unter den Brücken hindurch fahren zu können.

## Vorläufer
In den Anfängen wurden Boote benutzt, die den heutigen venezianischen Taxis ähnelten. Sie hatten einen hölzernen Rumpf und Motorisierung, die zwischen 15 PS und 45 PS lag. Ihre Kapazität betrug zwischen 18 und 30 Passagieren. Sie wurden Anfang der 1930er Jahre in und bereits Ende des Jahrzehnts wieder außer Betrieb genommen.
Die nächstgrößere Generation der Boote, die als Vorläufer der heutigen Motoscafi gelten, wurden 1933 nach der Eröffnung des Rio Nuovo entwickelt. Sie sollten die Strecke zwischen S. Marco und dem Parkhaus an der Piazzale Roma bedienen.

## Historie der Serien

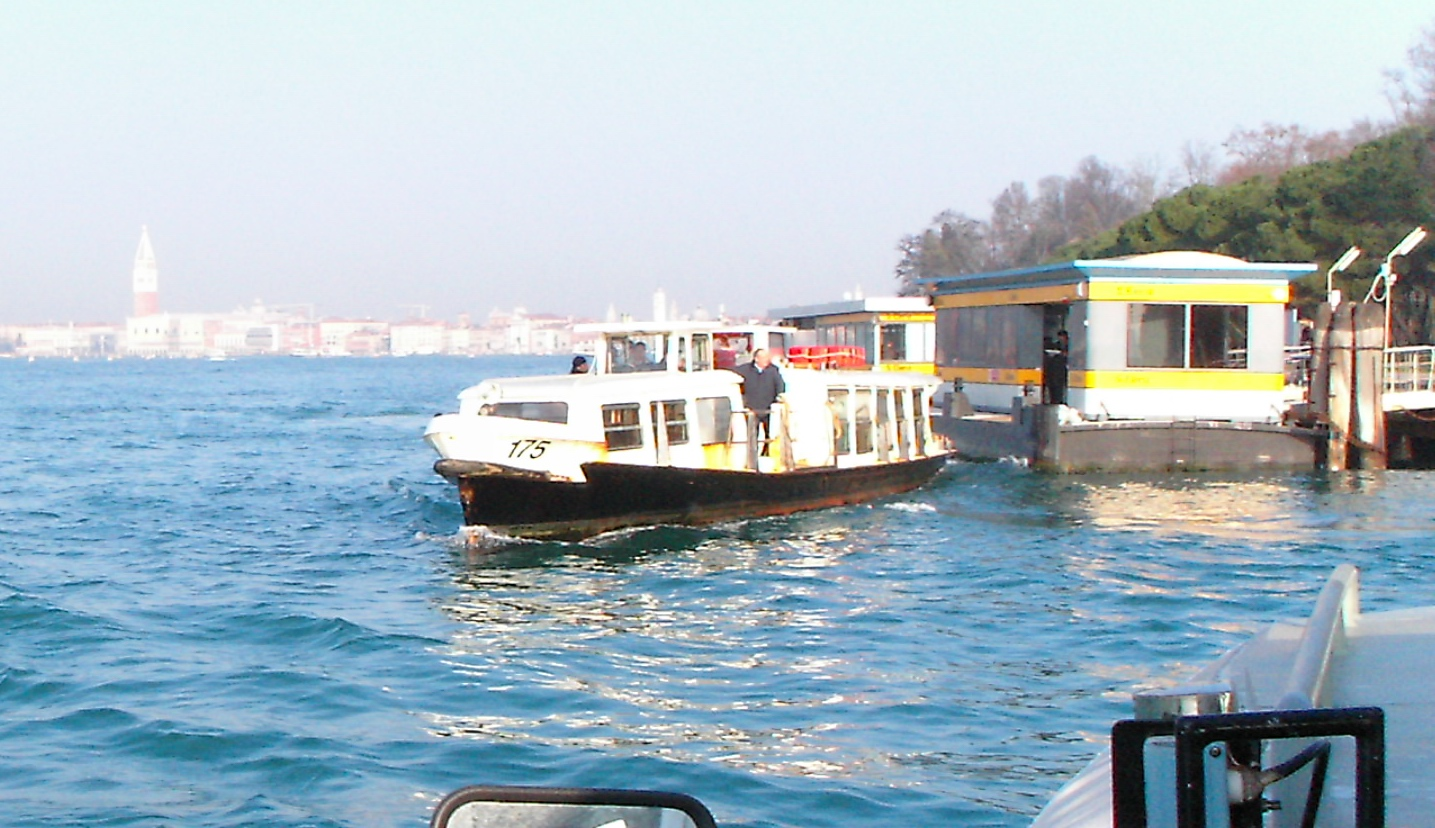
Das Boot 175 aus der VII. Serie 2004 an der Haltestelle Sant'Elena

- I. Serie: ca. 8 Exemplare, Nummer 101 bis 108, eingeführt 1933
- II. Serie: ca. fünf Exemplare, 109 bis 114, eingeführt 1937. Zunächst mit Voith-Schneider-Antrieb und Spiegelheck, später modifiziert mit Propeller-Ruder-System und traditionellem Rundheck
- III. Serie, vor 1940 entworfene und ab 1942 gebaute Exemplare
- IV. Serie, von 148 bis 150, modifiziert auf der Basis der 3. Serie, gebaut zwischen 1954 und 1955
- V. Serie, 5 Einheiten, 151 bis 155 gebaut zwischen 1960 und 1962
- VI. Serie, 3 Einheiten, von 161 bis 163, schnelle Einheiten vom Typ Celli ausgeführt in Leichtmetall und kantiger Rumpf, gebaut 1962
- VII. Serie, 9 Einheiten, von 171 bis 179, gebaut 1964
- VIII. Serie, noch heutige genutzte Variante, deren Linien denen der 3. Serie ähnelt. Nummer 190 bis 225
- IX. Serie, nur eine Einheit in Leichtmetall, die 230, gebaut im Jahr 2000[2]
- X. Serie, ähnlich Serie VIII, ab Nummer 266

### I. Serie, N° 101 bis 108, 1933
Für die erste Serie werden die Anforderungen und das erzielte Ergebnis in einem Bericht von 1934 wie folgt beschrieben:
„Das Problem bei der Konstruktion war äußerst schwierig, da ein Schiffskörper benötigt wurde, der mindestens 55 Passagiere mit absoluter Sicherheit befördern konnte - mit einer garantierten Geschwindigkeit von nicht weniger als 10 kn - mit einem 60/70-PS-Motor - die ein Minimum an Wellenbewegung erzeugte und besonders wendig ist bei der ein Minimum an Wellenschlag erzeugte und am Ruder besonders wendig war, um enge Kurven zu fahren - das nur eine Person für die Bedienung des Ruders und den Betrieb des Motors benötigte - das nicht mehr als 90 Zentimeter Tiefgang, einschließlich des Propellers hat - das mit der gesamten Passagierlast auf einer Seite nicht mehr als 15° krängt. Der Rumpf ist 17 Meter lang, 3,30 Meter breit und hat einen maximalen Tiefgang von 0,85 m. Der Bug ist sehr schmal und das flache, breite Heck, hat einen leichten Tunnel am Propeller. Der Punkt des maximalen Tiefgangs, etwa auf halber Höhe des Rumpfes, entspricht der maximalen Eintauchtiefe des Propellers, der in der Vorwärtsfahrt immer geschützt ist und daher auch bei Fahrten in flachem Sand oder Schlamm keine Beschädigung droht. Der Rumpf, der durch vier wasserdichte Schotten und eine wasserdichte Sicherheitsabdeckung unter dem Kabinenboden geteilt ist, ist aus Martin-Siemens-Stahl gebaut, komplett vernietet - mit 4 mm Blechen und 40x40x4 Profilen - und wiegt etwa 8 Tonnen: Er wurde praktisch als unsinkbar betrachtet. Die Kabine für die Passagiere ist komplett aus Siam-Teakholz gebaut. Polierte Teakholzsitze für 24 Personen. Die Kabinentüren sind besonders breit für komfortablen Durchgang für Reisende. Die Wände sind verkleidet. Die Decke ist mit poliertem Ahornholz und Teakholzstreifen verkleidet. Der von ANSALDO gelieferte Motor besteht aus einem von Ansaldo-Savoia lizenzierten M.A.N.-Sechszylinder-Viertakt-Dieselmotor mit Elektrostarter und Lichtmaschine und einer Leistung von 68 PS bei 1.000 Umdrehungen. Der 400-Liter-Haupttank garantierte eine Reichweite von über 250 Meilen (wohl Italienische Meile, 1852 m). Diese Motorboote - acht an der Zahl - erhielten die Namen sehr bekannter venezianischer Paläste, nämlich: ‚Ca’ Farsetti‘ - ‚Ca’ Loredan‘ - ‚Ca’ d’Oro‘ - ‚Ca’ Pesaro‘ - ‚Ca’ da Mosto‘ - ‚Ca’ Balbi‘ - ‚Ca’ Rezzonico‘ - ‚Ca’ Foscari‘“.

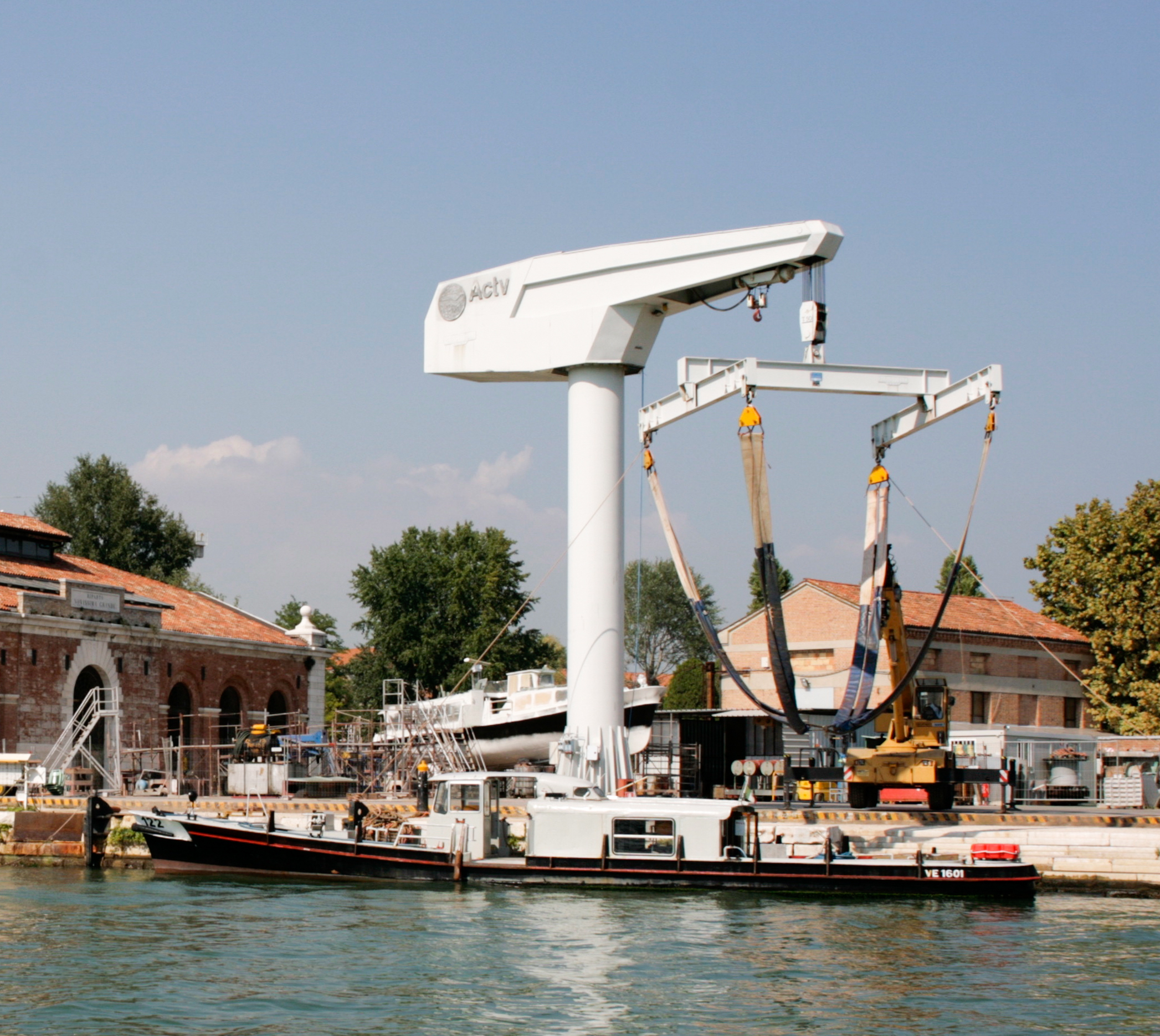
Das zum Arbeitsschiff umgebaute Motoscafo 122 2011 im Arsenal

### III. Serie, N° 115 bis 147, 1940
Der Erfolg der Motorboote von der I. Serie und die Verlängerung der Linie bis zum Lido erforderten den Bau von mindestens sechs neuen Schiffen, weshalb die alten Rümpfe untersucht und insbesondere nach Verbesserungsmöglichkeiten gesucht wurde:
1. Verbesserung der Rumpfformen unter dem Aspekt der Wellenbildung
2. Verstärkung der Rumpfstruktur des neuen Schiffes, insbesondere durch Erhöhung der Beplankungsdicke (Materialstärke), um der schnellen Abnutzung durch die trüben Gewässer der Lagune Rechnung zu tragen.
3. Wahl des Motors, aus den verfügbaren Typen, unter dem Gesichtspunkt des Einkaufspreises und der Ersatzteilkosten
4. Unabhängige Motorkühlung bereitstellen (Kielkühlung) um eine schädliche Verschmutzung der empfindlichsten Teile des Motors zu vermeiden.
5. Untersuchung des Antriebssystems mit dem Ziel, dessen Effizienz und Wirksamkeit beim Gegensteuern zu verbessern, soweit dies mit den Tiefgangsbedingen des Schiffes vereinbar ist.
6. Bessere Sicht für den Steuermann im vorderen Bereich.
7. Stellen sie sicher, dass der Fahrgast eine möglichst breite, hindernisfreie Einstiegsplattform hat die einen schnellen Personenfluss ermöglicht
8. Bieten sie für das Gepäck an einen wettergeschützten Ort
9. Gestaltung der achteren Kabine so einladend wie möglich, damit um die Fahrgäste in diesen Bereich einzuladen, der aufgrund seiner völligeren Formen der Spanten sind besser geeignet, um ein hohes Gewicht zu tragen ohne die Trimmlage des Bootes wesentlich zu verändern.
10. Prüfen des Einbaus des Motors, um die Vibrationen zu reduzieren, die auf den Rumpf einwirken.
11. Alle Details zu studieren, um den Fahrgästen maximalen Komfort zu bieten, die Umwelt zu schonen und eine möglichst einfache Wartung zu ermöglichen.[4][5]

Auf der Grundlage dieser Anforderungen wurde der neue Entwurf in Zusammenarbeit zwischen der Werft in Breda und dem Technischen Büro der ACNIL (Azienda Comunale di Navigazione Interna Lagunare, Vorgänger des heutigen Betreibers, der ACTV) ausgearbeitet, die mit Hilfe von Schleppversuchen, die zunächst im Werk in Breda und dann im Nationalen Tank für Schiffsbauversuche in Rom durchgeführt wurden. Dies führte zum Entwurf eines von 16,87 Meter auf 18 Meter verlängerten Rumpfes, der außerhalb des Rahmens 3,40 Meter breit und seitlich der Baulinie 165 Zentimeter hoch ist und mit einem großen Heckspiegel ausgestattet ist. Diese sechs Einheiten wurden auch nach berühmten venezianischen Familien benannt: 108 Ca’ Rezzonico, 109 Ca’ Corner, 110 Ca’ Contarini, 111 Ca’ Donà, 112 Ca’ Giustiniani. Durch die Verlagerung der Brücke zum Bug entstand eine breite Plattform in der Mitte, die das Ein- und Aussteigen der Passagiere begünstigte, indem sie sie vorzugsweise zum Heck hin lenkte. Um dem Steuermann eine bessere Sicht zu ermöglichen, wurde außerdem die Höhe des Fahrgastraums im Bug abgesenkt; diese Anordnung erwies sich als so gut, dass sie mit geringfügigen Anpassungen bis zum heutigen Tag erhalten geblieben ist. Auch der Motor und der Antrieb erforderten spezielle Studien, um die besonderen Anforderungen der Schifffahrt in den venezianischen Kanälen zu optimieren, insbesondere im Hinblick auf die geringen Wassertiefen und die benötigte Manövrierfähigkeit. Man suchte nach einem weit verbreiteten und daher zuverlässigen Motor mit leicht erhältlichen Ersatzteilen und vor allem nach einem schnellen Motor, der durch sein geringeres Gewicht im Vergleich zu den herkömmlichen langsam laufenden Motoren (1.750 kg) das höhere Gewicht des neuen, längeren und robusteren Rumpfes ausgleichen sollte. Als Motor wurde der 70 PS starke Fiat 355 C gewählt, der damals auch in Lastkraftwagen eingesetzt wurde. Lediglich das Kühlsystem wurde geändert und die Lichtmaschine aufgerüstet, um den höheren Strombedarf für den Einsatz an Bord zu decken. Die eigentliche Neuerung war jedoch die Entscheidung, den Propeller durch einen neuen Antrieb zu ersetzen, der von der Firma Voith-Schneider hergestellt wurde und eine horizontal Rotierenden Propeller benutzt.
Die Vorteile dieses Systems waren, trotz der größeren Komplexität der Vorrichtung, der Wegfall von Getriebe und Ruder und die große Manövrierfähigkeit, die es dem Schiff ermöglichte, sich in alle Richtungen zu bewegen, auch wenn es stillstand, und in kürzester Zeit anzuhalten und umzukehren, ohne den Motor auszuschalten. Trotzdem wurden dieser Antrieb wegen der Komplexität und Empfindlichkeit ihrer Mechanismen aufgegeben, und die Rümpfe wurden modifiziert, um zur üblichen Ruder-Propeller-Kombination zurückzukehren. Der Rumpf wurde durch den Einbau eines neuen Hecks verlängert, das dann die übliche runde Form erhielt.
Mit dieser Serie wurde eine konsolidierte Form des Motoscafo erreichet, die sich mit nur wenigen Modifikationen bis in die heutige Zeit erhalten hat. Sie wurde sorgfältig durch Versuche in Schiffbau-Versuchsanstalten entwickelt.
Im Vergleich mit der II. Serie war das Schiff anders aufgeteilt, hatte ein vollkommen senkrechtes Schanzkleid, welches die begrenzte Breite optimal auszunutzen.

### IV. Serie, N° 148 bis 150 (?), 1954
Die Serie IV ist von der III. Serie fast nicht zu unterscheiden. Ihre Linien gleichen fast der III. Serie. Alle bis zu diesem Zeitpunkt gebauten Motorboote waren ohne den Schutz des Vordecks und des kleinen Bereiches im Heck. Dieses war eine gute Lösung bei schönem Wetter, aber nicht gut bei schlechtem Wetter.
Es war nicht einfach, eine Lösung zu finden, da die widersprüchlichen Anforderungen, eine komfortable Unterbringung der Fahrgäste zu erreichen, ohne die Sicht des Schaffners zu sehr einzuschränken, sowie die Gesamtabmessungen für die Unterquerung der Brücken nicht zu überschreiten und den Trimm des Schiffes nicht durch das Gewicht der neuen Strukturen zu verändern, zu berücksichtigen waren. Die Lösung wurde mit der N° 135 eingeführt, indem der Bug mit einer Kabine und der kleine Außenbereich mit einem aus einem Stück gefertigten Vordach ausgestattet wurde. Ab 1963 wurden die Vorschiffe aller Boote systematisch verkleidet, beginnend mit der Nr. 137 im Jahr 1960 mit einem für die damalige Zeit absolut innovativen Produkt, einem glasfaserverstärkten Kunststoff, der Leichtigkeit, Korrosionsfreiheit und Reparaturfreundlichkeit ermöglichte.

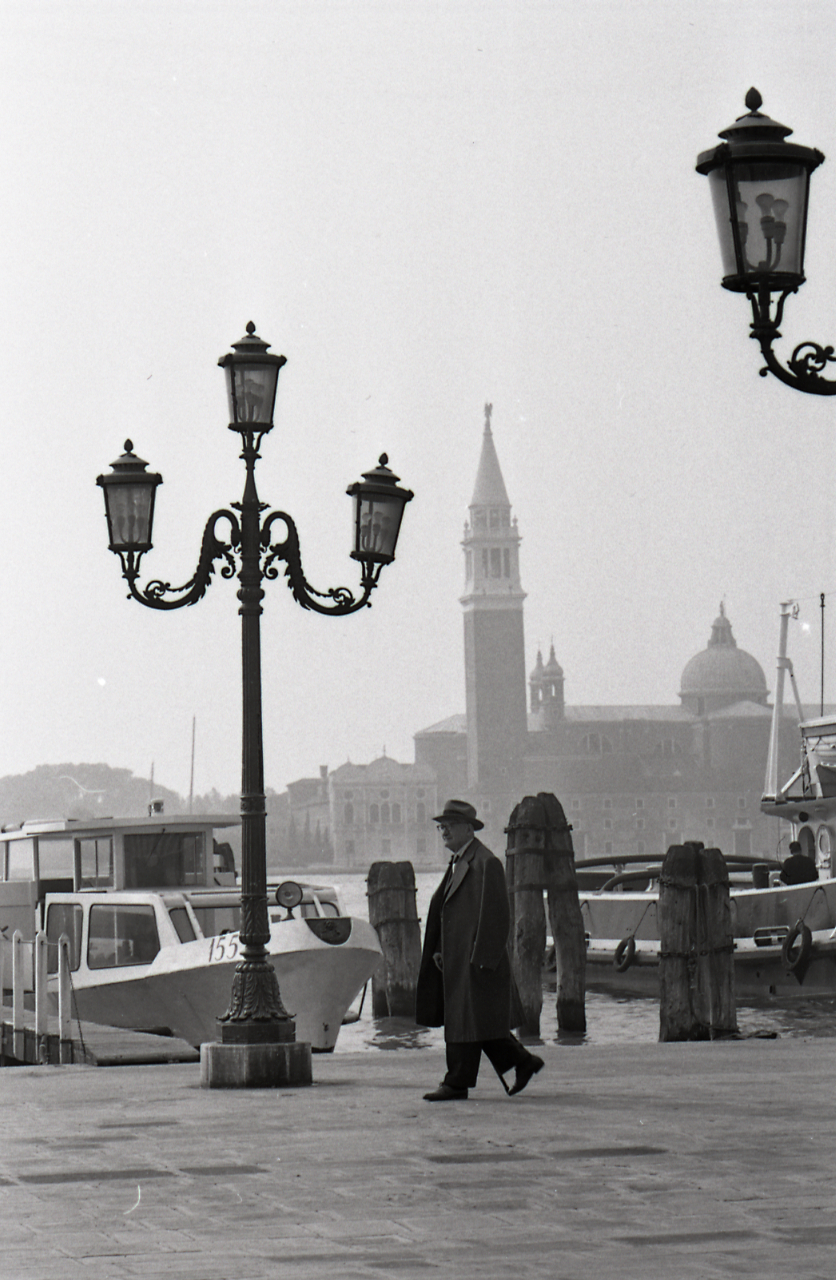
Das Boot 155 aus der V. Serie 1965 am Platz San Marco

### V. Serie, N° 151 bis 155, 1960
Diese neuen Schiffe waren die ersten, die vollständig in der Werft des Betriebs hergestellt wurden. Es waren auch die ersten mit einer überdachten Bugkabine waren. Sie wurden bei dem Ingenieurbüro Gangitano in Auftrag gegeben, das sich der Arbeit des Ingenieurs Di Bella bediente, der Professor für Schiffbau an der Universität von Genua und am Marinetank in Rom war. Die Aufbauten wurden von den Architekten Amadori und Cosmacini entworfen. Der Rumpf wurde vollständig geschweißt, die Aufbauten aus Leichtmetall waren ebenfalls geschweißt. Das Heck war mit einem großen, senkrechten Spiegel versehen, das Tor war aus rechteckigem, kastenförmigem Blech anstelle des üblichen Rohrtores. Der Innenraum war mit Glastüren und Trennwänden, dekorativen Drucken, einem transparenten Dach, einzelnen Kunststoffsitzen im damals modernen Stil, einem großen Heckbereich mit sieben Sesseln. Nicht jedem gefiel das Äußere mit den kantigen Linien. Dieses Design war jedoch notwendig, um die Geräumigkeit und den Komfort im Innenraum zu erhalten. Trotz dieser intensiven Konstruktions- und Forschungsarbeit hatten die Serie keinen Erfolg, da sie auf den Kanälen, für die sie vorgesehen waren, nur schwer zu manövrieren waren.

### VI. Serie, N° 161 bis 163, 1962
ACNIL veröffentlichte am 16. Mai 1960 eine Ausschreibung für den Bau von mehreren schnellen Motorbooten, gefördert durch einen finanziellen Beitrag des Verkehrsministeriums, für die schnelle Verbindung zwischen der Stadt und dem Flughafen Marco Polo in Tessera. In der Tat schien es anachronistisch, dass die Zeit, um den Flughafen zu erreichen, länger war als die Reise von Venedig nach Rom.
Aufgrund von Problemen bei der Ausschreibung wurde beschlossen, den Auftrag freihändig an die Celli-Werft in Venedig zu vergeben, die sie 1962 für einen Gesamtbetrag von 113.250.000 Lire baute und am 1. Juli 1962 auf der Linie Tronchetto - S.Marco - Lido in Dienst stellte. Der Rumpf war kantig, ganz aus Leichtmetall, gebaut unter der Aufsicht und für die höchste Klasse des italienischen Schiffsregisters. Die Aufbauten wurden aus Leichtmetall und Edelhölzern gefertigt, für die Motorisierung wurde zwei Carraro Dieselmotoren des Typs V8TC eingesetzt, es waren 8-Zylinder-90° Motoren mit Abgasturboladern, die mit Wellen und Propellern aus Edelstahl gekoppelt waren. Die Ruderbedienung wurde, wie bei der Lanza-Serie, nach dem Vorbild der Autos ausgeführt.
Ein Autor beschrieb sie „in der Tat als sehr schnell“ und es gab viele, die sie als „flink und ungestüm im Markusbecken“ beschrieben. Jedoch war der von ihnen erzeugte Wellengang so hoch, das ihr Einsatz bald beendet wurde.

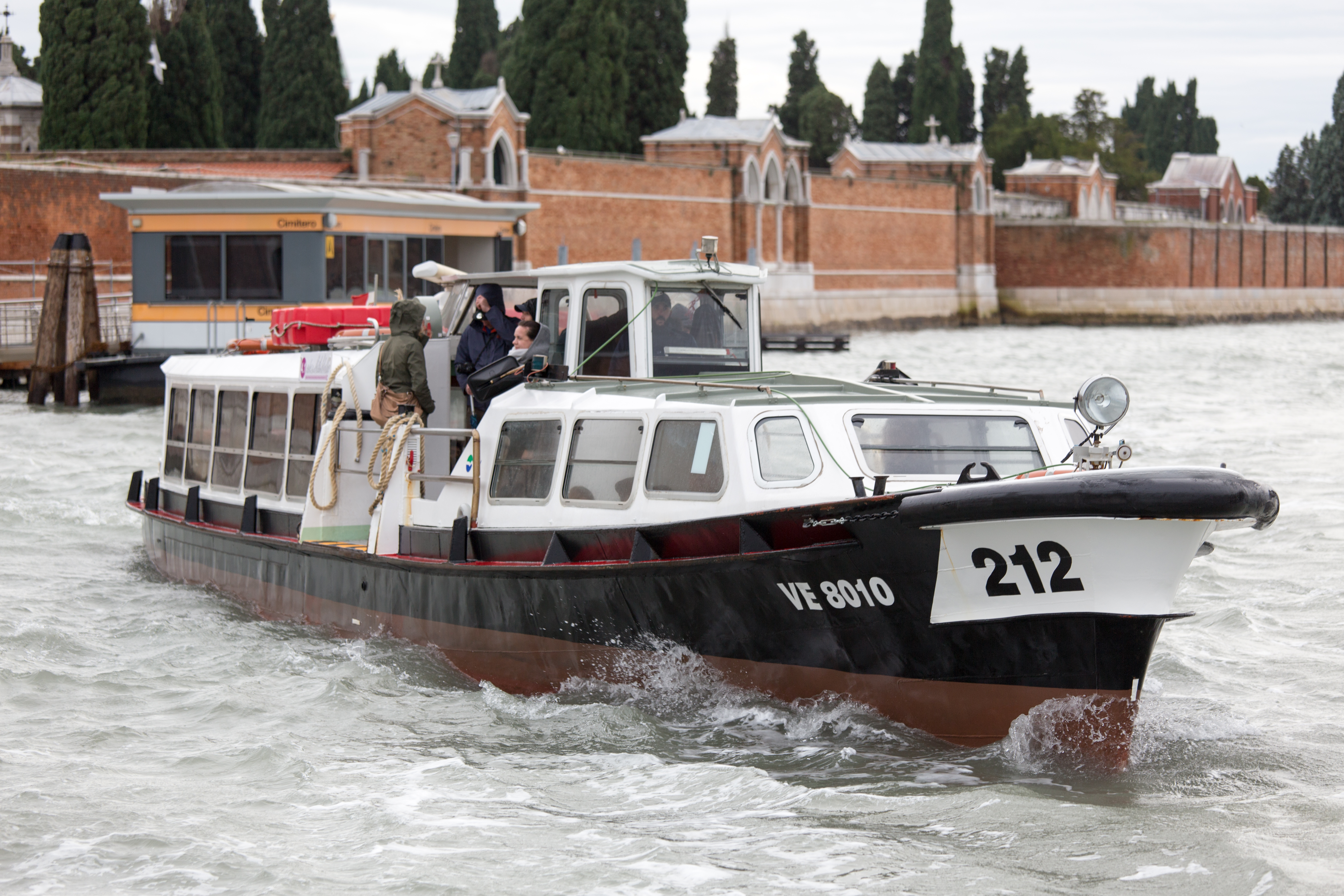
Das Motoscafo 212 der Serie VIII am Anleger Cimitero

### VIII. Serie, N° 190 bis 226, ab 1978
Bei den derzeit in Betrieb befindlichen Motorbooten handelt es sich um die Serie VIII, die mit leichten Änderungen aus den Serien III-IV abgeleitet wurde. Das Steuerhaus wurde komfortabler gestaltet und der Boden der vorderen Passagierkabine wurde abgedeckt und abgesenkt, um mehr Platz für die Passagiere zu schaffen. Es wurde die gleiche Motorisierung genutzte wie bei den älteren Booten. Für den Antrieb wurden entweder Propeller mit fünf Flügeln, bei einem Durchmesser von 850 mm und einer Steigung von 880 mm oder mit vier Flügeln, bei einem Durchmesser von 890 mm und einer Steigung 872 mm, eingesetzt.

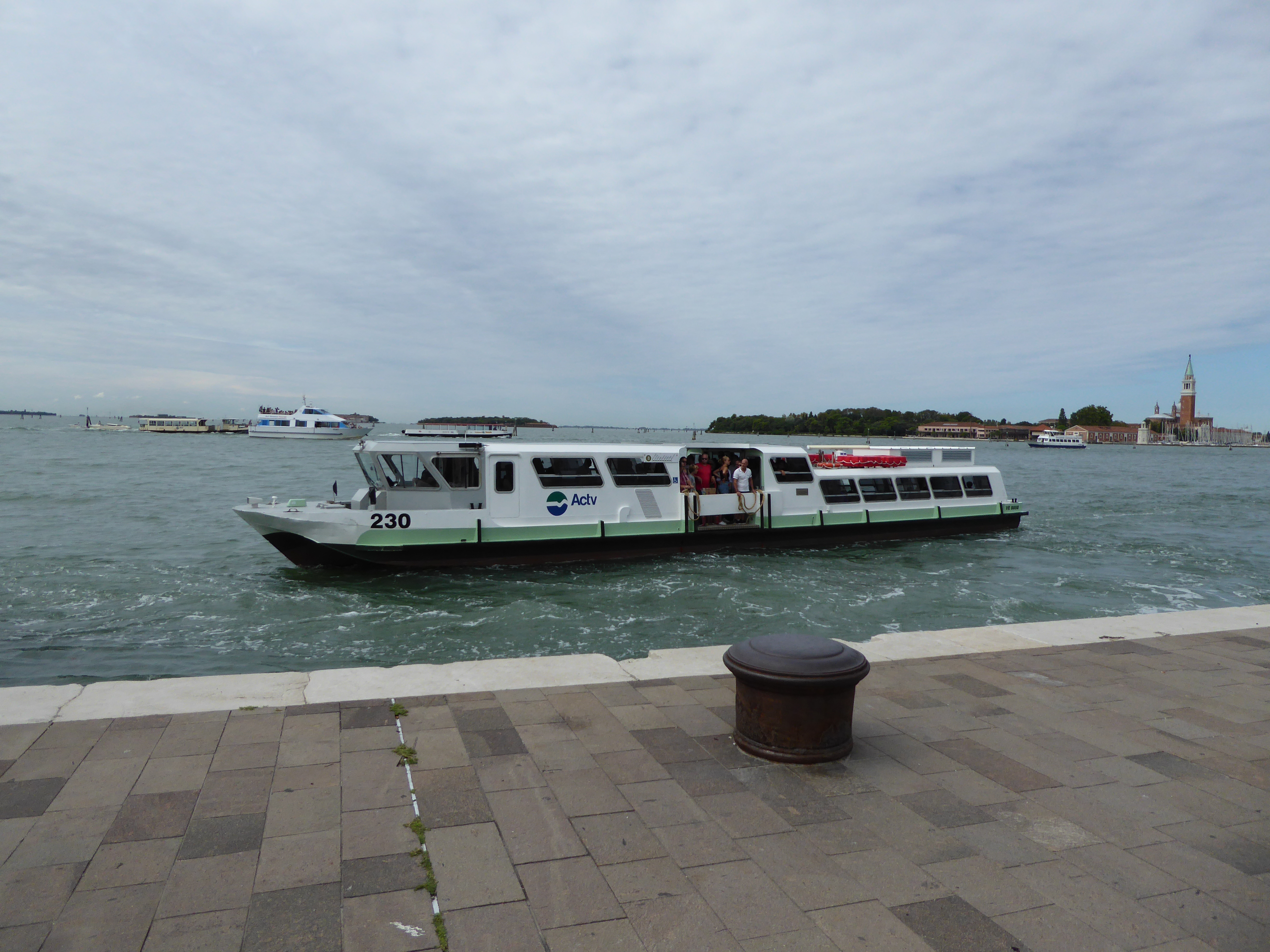
Motoscafo (Series IX) im August 2018

### IX. Serie, N° 230, 2000
Von der IX. Serie gab es nur ein einziges Exemplar, das Aluminiumboot Nr. 230. Es hatte zwei Erweiterungen am Bug, die den Wellenschlag reduzieren sollten. Das Boot wurde von Actv Technical Services entworfen. Diese Serie wurde nicht fortgeführt.

### X. Serie, N° 266 bis 283, ab 2005
Die Serie X ähnelt wieder der Serie VIII. Sie wurde ab 2005 gebaut. Bauwerft war Cantiere Navale de Poli SpA in Venedig.

## Sondermodelle
Im Laufe der Zeit wurden diverse Sondermodelle gebaut, unter anderen:

### N° 182 und 183, 1964
Es handelte sich um zwei Sondermodelle für die Verwaltung der Provinz Venedig, mit einer kleineren Kabine im Bug. Sie sollten auf den Verbindungen zu den Inseln eingesetzt werden, auf denen sich die Krankenhäuser befanden, wurden aber stattdessen als Schlepper eingesetzt, um havarierte Schiffe und andere Anlagen zu schleppen.

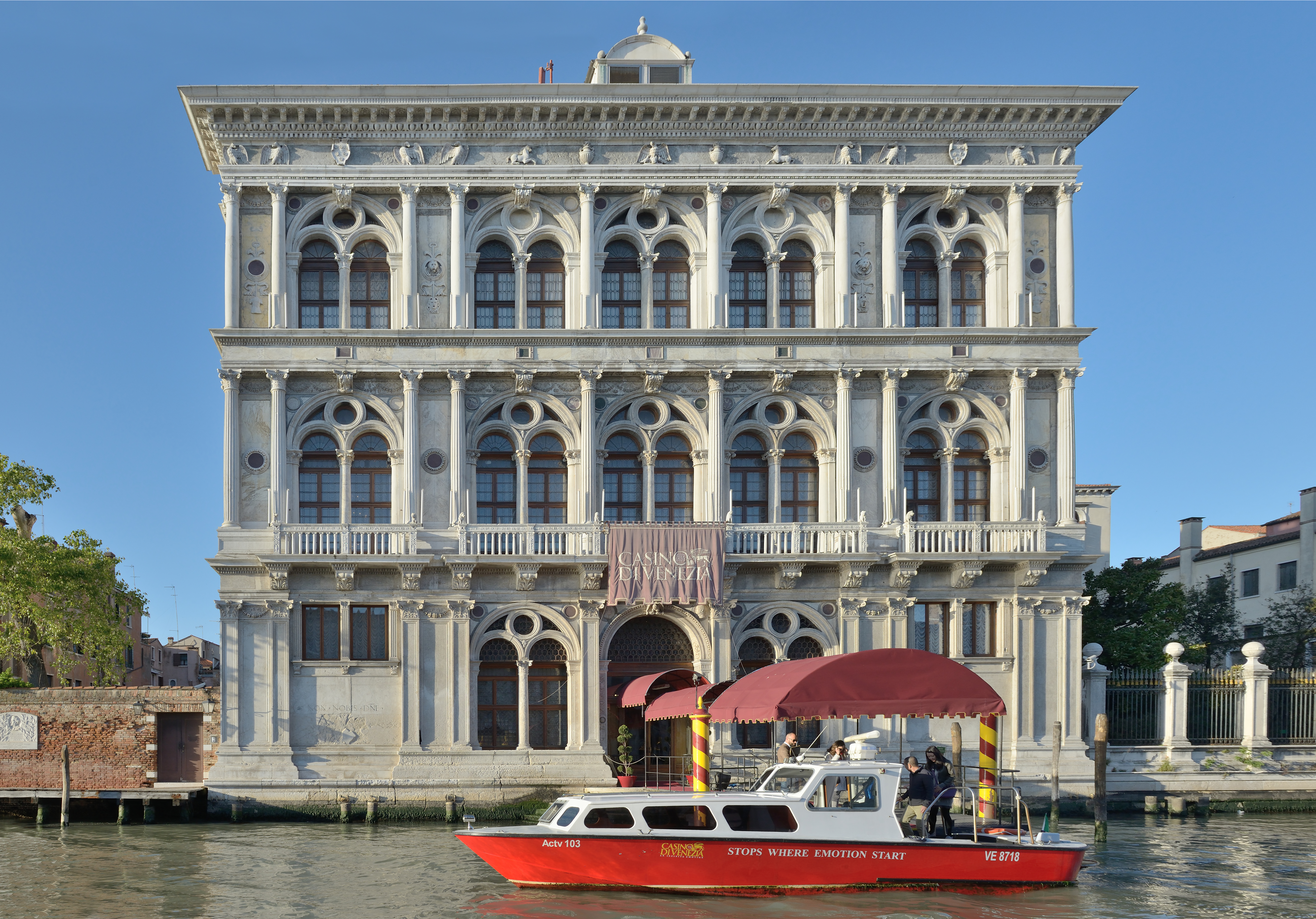
Das Motoscafo 103 2016 vor dem Palazzo Vendramin Calergi

### Ein-Personen Motoscafo, N° 103 bis 105, 1988
Bei diesen Motoscafo handelt es sich um kleine Fahrzeuge, die von einem einzelnen Besatzungsmitglied manövriert werden können und auf weniger stark befahrenen Strecken eingesetzt werden, wie z. B. auf der Strecke zwischen dem Bahnhof und dem Casino Venedig. Die Vorplanung wurde von ACTV Technical Services durchgeführt, die Ausführungsplanung und Konstruktion von Cantieri Tagliapietra Venezia.

### Übersicht technische Daten
| Motoscafo                   | Serienmodelle                             | Serienmodelle                             | Serienmodelle                             | Serienmodelle                             | Serienmodelle                             | Serienmodelle                             | Serienmodelle | Serienmodelle                             | Sondermodelle                             | Sondermodelle                             |
| Name                        | 101 bis 108                               | 115 bis 147                               | 148 bis 150                               | 151 bis 155                               | 161 bis 163                               | 190 bis 226                               | 230 | 266 bis 283                               | 182 und 183                               | 102 bis 105                               |
| --------------------------- | ----------------------------------------- | ----------------------------------------- | ----------------------------------------- | ----------------------------------------- | ----------------------------------------- | ----------------------------------------- | --- | ----------------------------------------- | ----------------------------------------- | ----------------------------------------- |
| Serie Motoscafi             | I.                                        | III.                                      | IV.                                       | V.                                        | VI.                                       | VIII.                                     | IX. | X.                                        |                                           |                                           |
| Flagge                      | Italien                                   | Italien                                   | Italien                                   | Italien                                   | Italien                                   | Italien                                   | Italien | Italien                                   | Italien                                   | Italien                                   |
| Schiffstyp                  | Fähre                                     | Fähre                                     | Fähre                                     | Fähre                                     | Fähre                                     | Fähre                                     | Fähre | Fähre                                     | Fähre                                     | Fähre                                     |
| Heimathafen                 | Venedig                                   | Venedig                                   | Venedig                                   | Venedig                                   | Venedig                                   | Venedig                                   | Venedig | Venedig                                   | Venedig                                   | Venedig                                   |
| Eigner                      | Azienda del Consorzio Trasporti Veneziano | Azienda del Consorzio Trasporti Veneziano | Azienda del Consorzio Trasporti Veneziano | Azienda del Consorzio Trasporti Veneziano | Azienda del Consorzio Trasporti Veneziano | Azienda del Consorzio Trasporti Veneziano | Azienda del Consorzio Trasporti Veneziano                                                                                         | Azienda del Consorzio Trasporti Veneziano | Azienda del Consorzio Trasporti Veneziano | Azienda del Consorzio Trasporti Veneziano |
| Werft                       | C.N.O.M. Venedig                          | C.N.O.M. Venedig                          | Papette, Venedig                          | ACNIL, Venedig                            |                                           | De Poli, Castracani, Toffolo              | | Cantiere Navale de Poli SpA, Venedig      | Papette, Venedig                          |                                           |
| Baujahr                     | 1933                                      | 1940                                      | 1950                                      | 1960                                      | 1962                                      | 1978                                      | 2000 | ab 2005                                   | 1964                                      | 1988                                      |
| Länge (m)                   | 17                                        | 21,52                                     | 22,08                                     | 21,80                                     | 20,78                                     | 21,10                                     | 23,94 |                                           | 17,00                                     | 10                                        |
| Breite (m)                  | 3,3                                       | 3,40                                      | 3,40                                      | 3,50                                      | 3,89                                      | 3,75                                      | 3,75 |                                           | 3,40                                      |                                           |
| Tiefgang (m)                | 0,8                                       | 1,49                                      | 0,9                                       | 1,02                                      | 1,25                                      | 0,95                                      | |                                           | 1,05                                      |                                           |
| Verdrängung (t)             | 24                                        | 20,43                                     | 21                                        |                                           |                                           | 22                                        | 25 |                                           |                                           | 5                                         |
| Besatzung                   | 2                                         | 2                                         | 2                                         | 2                                         | 2                                         | 2                                         | 2 | 2                                         |                                           | 1                                         |
| Maschine                    | Diesel Man Savoy                          | Diesel Alfa Romeo                         | Diesel Alfa Romeo                         | Alfa Romeo 1627 TC mit Turbolader         | Carraro Typ V 8 TC                        | Diesel Aifo                               | Aifo 8460 |                                           | Alfa Romeo Diesel                         | Volvo Penta D41 LDS Diesel                |
| Maschinenleistung           | 68 PS                                     | 125 PS                                    | 180 PS                                    | 190/195 PS                                | 540 PS                                    | 180 PS                                    | 140 kW |                                           | 115 PS                                    | 105 kW                                    |
| Höchst-geschwindigkeit (kn) | 11                                        | 11                                        | 11                                        |                                           | 22                                        | 11                                        | |                                           | 10,8                                      |                                           |
| Propeller                   | 1                                         | 1                                         | 1                                         | 1                                         | 2                                         | 1                                         | 2 | 1                                         | 1                                         |                                           |
| Tragfähigkeit (tdw)         | 16                                        | 13,89                                     | 13                                        |                                           |                                           | 14                                        | |                                           | 12                                        |                                           |
| Zugelassene Passagierzahl   |                                           | 90                                        | 154                                       | 150                                       | 62 (in Innenräumen sitzend)               | 154                                       | 220 + 4 (für Personen mit Behinderung)                                                                                            |                                           | 150                                       | 19                                        |
| Anmerkung                   |                                           |                                           | aus geschweißtem M.S.-Stahl hergestellt   |                                           |                                           |                                           | Klassifizierung: Klasse Stella 100 A. 1. 1. in der auf die venezianische Lagune beschränkten lokalen nationalen Sonderschifffahrt |                                           | Verbleib: als Schlepper in Betrieb        |                                           |